# Great Cumbrae
Great Cumbrae (Schots-Gaelisch: Cumaradh Mòr) is een Schots eiland in de Firth of Clyde. Het eiland behoort tot de eilandengroep genaamd The Cumbraes. De enige plaats op het eiland is Millport.
Ieder jaar trekt het eiland toeristen aan die komen voor watersport, om te wandelen of voor de kathedraal van de Eilanden.
Tot 2013 was er op het eiland een instituut van de Universiteit van Londen.